# Leonia, New Jersey

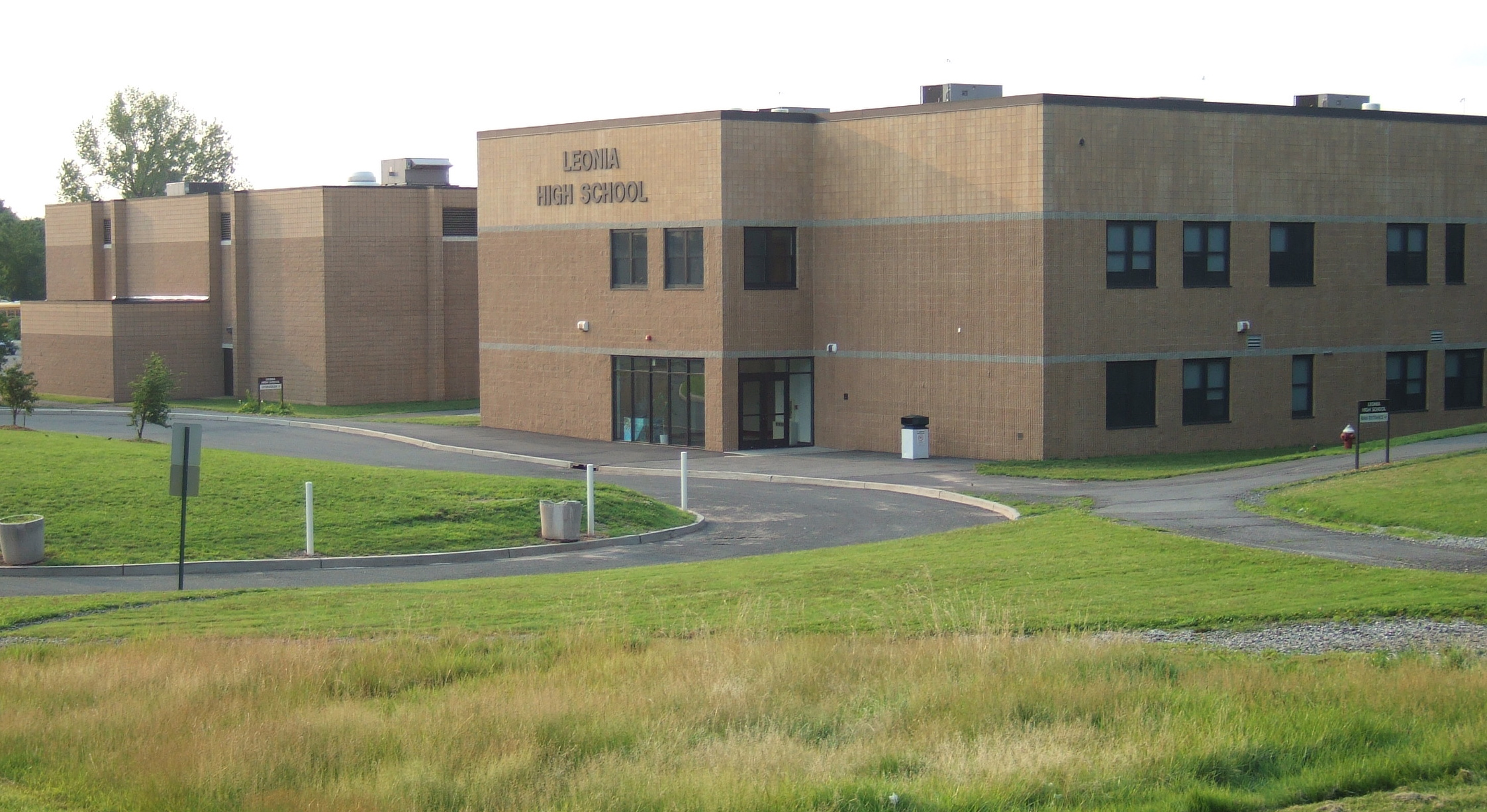
Leonia High School

Leonia är en stad eller köping (på engelska borough) i Bergen County, New Jersey, USA. Enligt folkräkningen år 2010 bor 8937 personer på orten. Staden ligger nära den berömda George Washington Bridge. Staden grundades som ett resultat av en folkomröstning den 5 december 1894. 2008 rankade tidskriften New Jersey Monthly orten som den 31:a bästa att leva på i delstaten New Jersey.

## Kommunikationer
Man kan ta sig till staden via New Jersey Route 93 (också känd som Grand Avenue), U.S. Route 46, U.S. Route 1, U.S. Route 9 och Interstate 95. 

## Kända personer som bott i staden
- Alan Alda (född 1936), skådespelare.[6]
- Freddie Bartholomew (1924–92), barnskådespelare.[7][8]
- Toomas Hendrik Ilves (född 1953 i Stockholm), Estlands president 2006–2016, uppväxt i Leonia.